# Dex
Dex je česká kyberpunková nezávislá videohra z roku 2015. Jedná se o projekt studia Dreadlocks. Hra byla financována přes Kickstarter, kde vybrala 30 647 liber (požadováno bylo 14 000 liber).
Má se jednat o akční RPG hru s napůl otevřeným světem. Vizuálně hra vypadá jako plošinovka.
Hra vyšla 14.8.2014 na Steamu ve formě Early Access. 7. května 2015 pak vyšla plná verze.

## Hratelnost
Jedná se o open-world RPG. Ve hře se budete moci pohybovat ve skutečném světě, vylepšené realitě (smíšený skutečný svět a virtuální realita) a čisté virtuální realitě. RPG prvky jsou realizovány prostřednictvím vylepšování schopností postavy v boji, stealthu a hackingu. Dále půjde postavu specializovat díky kyber-impltantátům.

## Příběh
Hra je zasazena do Harbor Prime, města ovládaného tajnou organizací jménem Komplex. Komplex v sobě zahrnuje několik korporací, které zásobují město surovinami a zároveň ovládá politiky, kteří by měli v městě vládnout. Taktéž má pod kontrolou veškerá média. Komplexu vzdoruje pouze několik hackerů, mezi něž patří tajemný Raycast.
Hlavní postavou je Dex. Tu jednoho dne kontaktuje Raycast, který ji varuje před vojáky Komplexu, kteří ji jdou odvést. Dex je tak nucena připojit se k odboji a pomoci svrhnout Komplex.

## Přijetí
Dex byl na serveru Games.cz zvolen nejlepší českou hrou roku 2015.